# Czepina (stacja kolejowa)
Czepina (biał. Чэпіна; ros. Чепино) – stacja kolejowa w miejscowości Witebsk, w obwodzie witebskim, na Białorusi. Położona jest na liniach z Witebska do Jeziaryszczy i Połocka.